# Język problemowy
Język problemowy (ang. problem-oriented language) – język programowania opracowany do rozwiązywania określonego typu problemów. Przykładowo: Cobol – zastosowania ekonomiczne, Fortran – obliczenia numeryczne.